# Fothad II de Cennrígmonaid
Fothad II, évêque de Cennrígmonaid fut un évêque de Cennrígmonaid, (1059-1093) équivalent à Saint Andrews, pendant la plupart du règne du roi Malcolm III d'Écosse. Il est également parfois nommé  Fodhoch, Fothach et Foderoch,  et Fothawch. 
Selon Andrew Wyntoun, Fothad officie lors de la cérémonie de mariage entre Malcolm III et sa seconde femme, Marguerite d'Écosse
Il est assez influent à sa mort pour être mentionner dans les Annales d'Ulster. Il meurt en 1093 et son successeur est Giric de Cennrígmonaid.